# Xingxiulong chengi
Xingxiulong chengi es la única especie conocida del género extinto Xingxiulong de dinosaurio sauropodomorfo sauropodiforme, que vivió a principios del período Jurásico, entre 201 y 199 millones de años, durante en Hettangiense, en lo que hoy es Asia. Descrito por Wang et al. en 2017 a partir de tres especímenes, dos adultos y un individuo inmaduro, que en conjunto constituyen un esqueleto mayormente completo. Los adultos del género medían de 4 a 5 metros de largo y de 1 a 1,5 metros de alto. El análisis filogenético sugiere que Xingxiulong está más estrechamente relacionado con su contemporáneo Jingshanosaurus, aunque una posición alternativa fuera de Sauropodiformes y Massospondylidae también es plausible.
A pesar de su estrecha relación, Xingxiulong se diferencia notablemente de Jingshanosaurus y de la mayoría de los sauropodomorfos basales, en que tiene una serie de rasgos similares a los de los saurópodos. Estos incluyen un sacro que contiene cuatro vértebras, un pubis con una parte superior excepcionalmente larga y siendo el fémur, el primer y quinto metatarsianos del pie, y la escápula ancha y robusta. Estos probablemente representan adaptaciones para soportar un peso corporal alto, en particular un intestino grande. Sin embargo, a diferencia de los saurópodos, Xingxiulong todavía habría sido bípedo.

## Descripción
Xingxiulong era un sauropodiforme de tamaño mediano, con una longitud adulta de 4 a 5 metros y una altura de 1 - 1.5 metros hasta la cadera. Los dos mayores especímenes, LFGT-D0002 y LFGT-D0003, son de adultos al juzgar por la fusión completa en sus cráneos. El tercer espécimen, LFGT-D0001, es 14% menor y probablemente se trata de un subadulto teniendo en cuenta la fusión incompleta de sus vértebras.

### Cráneo y mandíbula

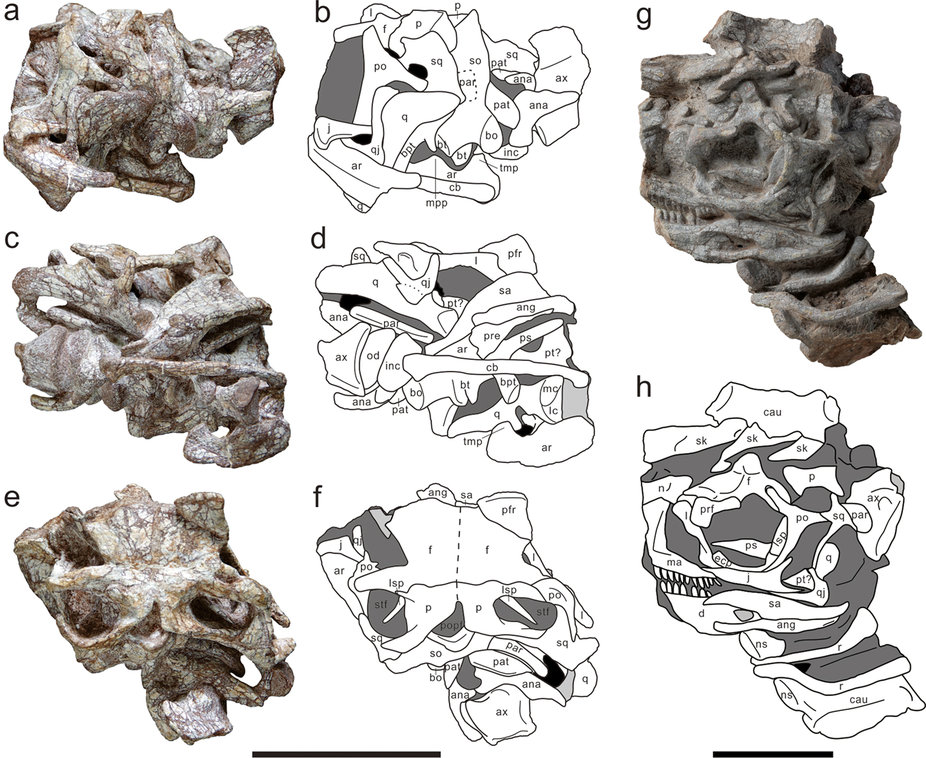
Detalle del cráneo y mandíbula de Xingxiulong.

A diferencia del contemporáneo Lufengosaurus, Xingxiulong no tiene una cresta en los lados de su maxilar. Se preservaron once alvéolos dentales a lo largo del maxilar. Más atrás, en frente de la órbita ocular, el hueso lacrimal tiene una proyección notoria cerca de la parte superior de su extremo frontal, la cual también es observada en Lufengosaurus, Adeopapposaurus, Massospondylus y Riojasaurus, pero no en Yunnanosaurus, Jingshanosaurus, o los sauropodiformes más avanzados. La superficie de contacto entre el yugal y el postorbital es bastante alargada, como en Lufengosaurus pero no en Yunnanosaurus. Entre las tres ramas del yugal, aquella dirigida hacia atrás forma un ángulo de 80° con respecto a la rama que se proyecta hacia arriba, lo cual es similar a Plateosaurus y Thecodontosaurus pero es mucho mayor que en otros sauropodomorfos.
En la base del cráneo, el cuadratoyugal tiene dos ramos, uno apuntando hacia adelante y otro hacia arriba; estos son aproximadamente perpendiculares entre sí, a diferencia de Lufengosaurus, con ángulo de 45°, Yunnanosaurus, ángulo de 60° y Jingshanosaurus, ángulo de 110°. Encima del cuadratoyugal, el hueso cuadrado tiene dos cóndilos articulares, con uno subtriangular y orientado hacia afuera y uno más redondeado orientado hacia adentro; este último cóndilo se sitúa más cerca de la parte inferior, como en Lufengosaurus y Yunnanosaurus pero no en Plateosaurus. En la parte posterior del cráneo, entre los parietales y los supraoccipitales, hay una fenestra postparietal desarrollada de forma prominente; el propio supraoccipital desciende hacia adelante en su extremo inferior hasta rematar la base del cráneo. Los procesos del basipterigoides son largos, delgados y se proyectan hacia abajo y hacia afuera como en Plateosaurus pero a diferencia de Lufengosaurus y Jingshanosaurus, formando un ángulo de 80° entre sí.
Comparado con Lufengosaurus, Yunnanosaurus y Jingshanosaurus, en Xingxiulong los huesos angular y surangular se extienden mucho más en el frente de la fenestra mandibular, en lo que se parece más a Adeopapposaurus y a Plateosaurus. El articular posee un proceso piramidal proyectado hacia adentro como extensión de la articulación de la mandíbula; en su extremo posterior, también posee un proceso dirigido hacia arriba en forma de pestaña, lo cual también es visto en Coloradisaurus, Jingshanosaurus y en un sauropodomorfo sin nombrar.

### Vértebras
Hay diez vértebras cervicales en el cuello de Xingxiulong. El proatlas, una vértebra atrofiada posicionada en frente del atlas, está flanqueada en frente por los márgenes frontales del foramen magnum. Es poco lo que hay que decir del propio atlas debido al daño que tiene, mientras que la vértebra inmediatamente siguiente, el axis tiene un centro relativamente corto, el cual está levemente comprimido en sus lados y su parte inferior. En general, el resto de las demás vértebras cervicales son relativamente cortas, con un largo de tan solo 2,5 a 3 veces su altura, se vuelven cada vez más cortas hacia la parte posterior del cuello, como en Lufengosaurus. En otros sauropodomorfos basales, incluyendo a Jingshanosaurus, las vértebras cervicales son generalmente de 3 a 4 veces más largas que altas. En la parte inferior de las vértebras cervicales 4 a 9, hay una quilla prominente como en Lufengosaurus, Jingshanosaurus y otros sauropodomorfos basales. Cerca de la parte posterior del cuello, las espinas neurales adoptan una forma semejante a una mesa.
Las catorce vértebras dorsales son ligeramente anficélicas, es decir cóncavas en ambos extremos, como es típico en los sauropodomorfos basales. Otro rasgo típico es la presencia de quillas parecidas a hojas de cuchillo en las zonas inferiores de la tercera vértebra dorsal, las cuales no se observan en ninguna otra parte; adicionalmente, las vértebras dorsales cerca del frente tienen espinas neurales bajas y cortas a modo de placas. Sin embargo, existe una particularidad: el mismo tipo de espinas neurales también aparecen en las últimas tres vértebras dorsales, lo cual solo se conocía en los saurisquios basales como Herrerasaurus y Eoraptor. En las vértebras dorsales medias y posteriores, la esquina superior posterior de las espinas neurales se proyecta hacia afuera produciendo un borde posterior cóncavo, el cual es observado en otros sauropodomorfos basales pero no en Lufengosaurus, Jingshanosaurus, Yunnanosaurus y Riojasaurus.

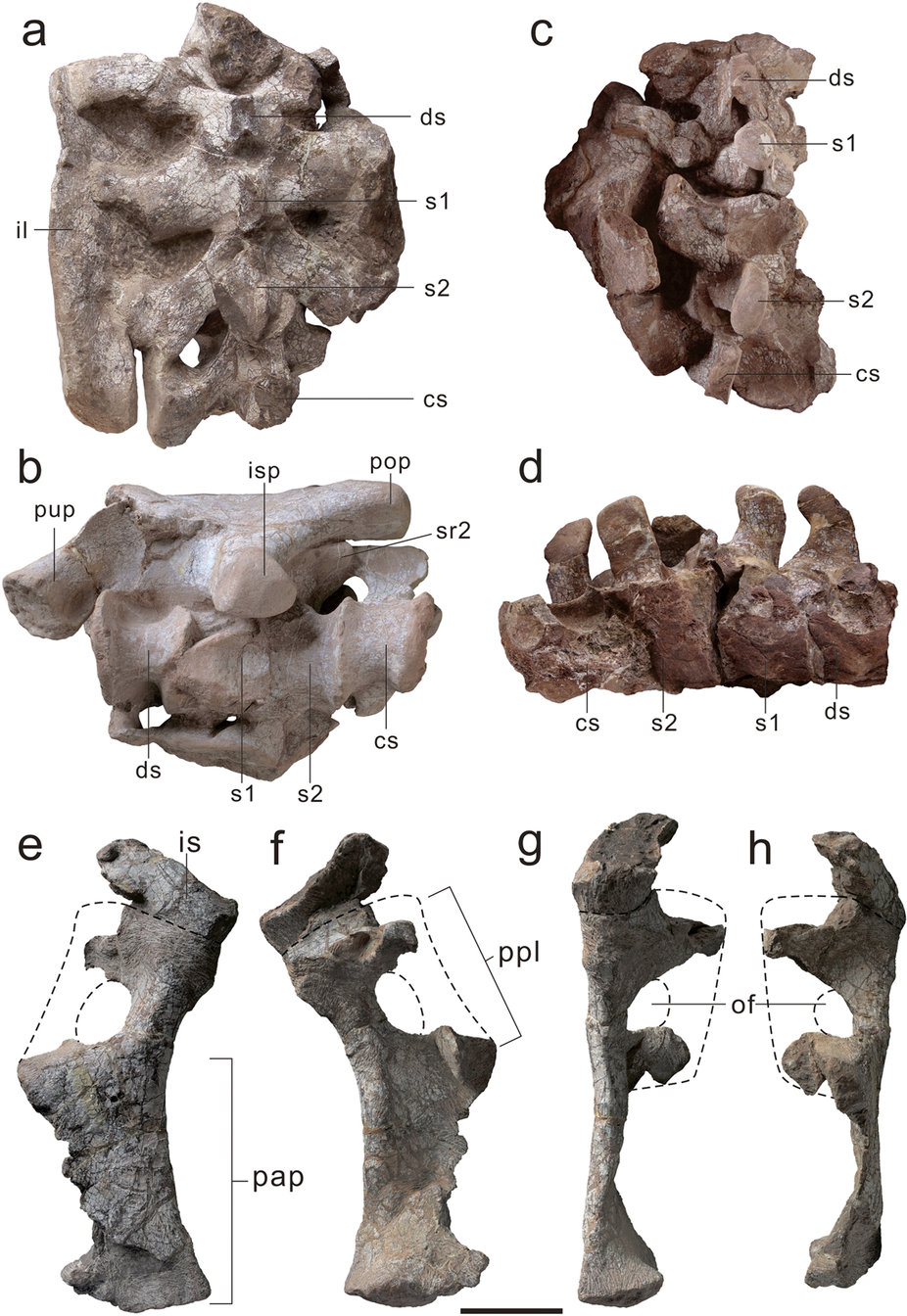
Vértebras del sacro (a-d) y pubis (e-h) de Xingxiulong.

De manera inusual para un sauropodomorfo basal, Xingxiulong tenía cuatro vértebras en el sacro. Esta es una característica usualmente vista en los sauropodomorfos más avanzados, como Melanorosaurus, Leonerasaurus, Barapasaurus, y Shunosaurus. La primera de estas vértebras del sacro, la dorsosacral, no está muy bien fusionada con la siguiente vértebra del sacro; y ninguna está enteramente fusionada con sus correspondientes costillas del sacro en los procesos transversos. En conjunto, las costillas de la dorsosacral y las dos primeras sacrales se extienden hacia adelante entrando en contacto con el ilion. La segunda y tercera vértebras del sacro, las dos sacrales primordiales, son casi de la misma longitud, y están bien fusionadas entre sí. Como en otros sauropodomorfos basales, los procesos transversos de la tercera vértebra del sacro se proyectan hacia atrás y hacia afuera. Lo mismo ocurre en el proceso transverso y la costilla de la cuarta vértebra del sacro, la cual contacta de nuevo con el ilion en la parte posterior. Todas las espinas dorsales aquí son similares a placas, como en las últimas vértebras dorsales.
Es probable que Xingxiulong hubiera tenido más de 35 vértebras caudales preservadas en la cola. Estas vértebras son en general altas y muy robustas, con lados cóncavos como en otros sauropodomorfos basales. Estas parecen ser también anficélicas. Los procesos transversos de las vértebras caudales son anchos y aplanados, y se dirigen hacia arriba y hacia afuera; los procesos transversos de las vértebras caudales en el extremo posterior de la cola son más delgados y horizontales. En cuanto a las espinas neurales, estas son altas y delgadas, y ligeramente dirigidas hacia atrás.

### Extremidades
Ambos extremos de la escápula de Xingxiulong están bastante expandidos; la anchura del extremo inferior tiene el 56% de la longitud de la escápula, y la anchura del extremo superior es el 49% de la longitud. En varios otros sauropodomorfos basales, incluyendo a Lufengosaurus y a Jingshanosaurus, el extremo inferior era el más ancho, pero sus escápulas son generalmente más delgadas; sin embargo, Antetonitrus y Lessemsaurus tienen escápulas robustas similares, pero el extremo superior está más expandido en estos dos últimos taxones. Mientras que en Jingshanosaurus la anchura máxima del eje de la escápula comprende el 19-20% de la longitud del hueso completo, en Antetonitrus y Lessemsaurus los ejes son incluso más robustos, mientras que la mayoría de los sauropodomorfos basales tienen ejes más estrechos.
La tuberosidad en la superficie interior del extremo superior del húmero está muy poco desarrollada en Xingxiulong, en contraste con la mayoría de los sauropodomorfos basales (incluyendo a Lufengosaurus y Yunnanosaurus). Como en Yunnanosaurus y Jingshanosaurus, el cúbito tiene cerca del 61% de la longitud del húmero; esta proporción llega al 68% en Lufengosaurus, dando como resultado un cúbito más largo. El extremo superior de este hueso es muy ancho, con procesos anteromedial y anterolateral bien desarrollados; estos procesos, junto con la fosa radial poco profunda, forman en conjunto la articulación del cúbito con el radio. Este último hueso es delgado y con cerca del 54% de la longitud del húmero. Se conocen partes de la mano, la cual tendría al menos cuatro dígitos, pero están apenas descritas.
En general, el ilion es similar al de otros sauropodomorfos basales. El frente del ilion no excede el nivel del pie del pubis, o su articulación con el propio pubis. A diferencia de otros sauropodomorfos basales, el extremo posterior tiene forma cuadrada en lugar de acabar en punta, y la parte inferior es cóncava al ser vista en sentido lateral, en otros sauropodomorfos basales, esta es usualmente recta o incluso convexa. El peduncúlo púbico, o la parte que se articula con el isquion, tiene un pequeño talón proyectándose en su extremo inferior. En cuanto al pubis, su extremo superior, conocido como la placa púbica, es relativamente largo, con el 40% de la longitud del hueso, y la parte inferior, conocida como el delantal púbico, es en cambio relativamente corto. Esto lo diferencia de otros sauropodomorfos basales pero es similar a alguno saurópodos primitivos. La cara externa del delantal púbico es algo cóncava, y el extremo inferior se expande hacia adelante y atrás, alcanzando el 16% de la longitud del hueso entero. Finalmente, la placa del obturador del isquion está expandida y lleva un surco en su costado.
En el fémur, el trocánter menor se extiende bajo el nivel de la cabeza femoral, a diferencia de Yunnanosaurus y Jingshanosaurus. Visto desde el frente, el trocánter es cercano a la línea media del hueso, como en otros sauropodomorfos basales exceptuando a Antetonitrus y a Melanorosaurus, en el cual está más cerca del borde externo. De forma similar, el cuarto trocánter es cercano a la mitad, en contraste con mucho otros sauropodomorfos primitivos, incluyendo a Lufengosaurus. De los dos procesos en la parte inferior de la tibia, el situado en la parte posterior es delgado, y se proyecta más hacia afuera que hacia abajo que aquel en el frente; esto difiere de muchos otros sauropodomorfos en los cuales ambos son iguales en grosor, y se proyectan igualmente hacia afuera, como en Lufengosaurus y Jingshanosaurus, o el frontal se proyecta hacia afuera, como en Yunnanosaurus.
La parte posterior del astrágalo tiene una protuberancia próxima al extremo inferior de este hueso. Una protuberancia similar ha sido observada en Mussaurus, aunque más desarrollada y situada más cerca del medio. De los metatarsos, el primero es el más ancho y robusto. El quinto metatarso está expandido de manera inusual en su extremo superior, con una anchura que abarca el 85% de la longitud del hueso entero. En otros sauropodomorfos, esta proporción es usualmente del 50-77%, aunque Antetonitrus puede haber tenido un metatarso expandido de forma similar. Bajo los metatarsos, los cinco dedos tenían una fórmula falangeal de 2-3-4-5-1.

## Descubrimiento e investigación
Se basa en tres especímenes que fueron descubiertos enterrados juntos, cerca de la villa de Sankeshu en Lufeng, Yunnan, China en 2013, y se encuentran almacenados en la Oficina de Tierra y Recursos de Lufeng. Las rocas en que se preservaron los especímenes, consistentes de ludolitas sedimentadas púrpura, pertenecientes al Miembro Shawan de la Formación Lufeng, la cual ha sido tentativamente datada de la época del Hettangiense del Jurásico Inferior.
Xingxiulong fue descrito en 2017 por Ya-Ming Wang, Hai-Lu You y Tao Wang. El nombre del género (que significa literalmente "constelación") se refiere al puente Xingxiu, el cual fue construido durante la dinastía Ming de China. Por su parte, el nombre de la especie, chengi honra al profesor Zheng-Wu Cheng, quien realizó significativas contribuciones a la bioestratigrafía de China, incluyendo la del área de Lufeng, y falleció en 2015.

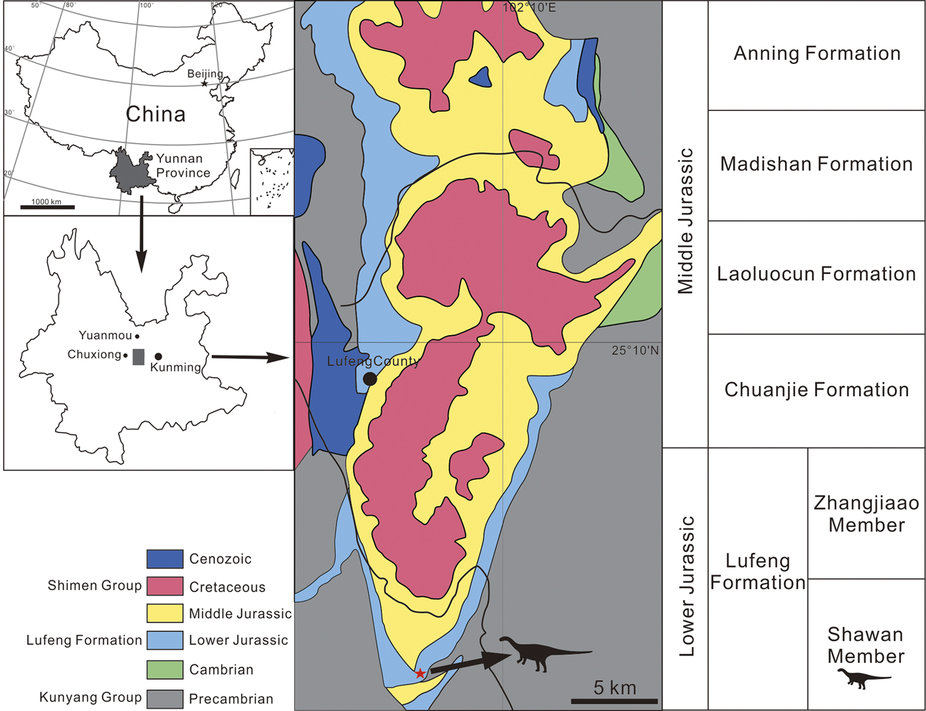
Mapa y localización en la columna estratigráfica de la localidad tipo de Xingxiulong.

LFGT-D0002, el espécimen adulto holotipo de Xingxiulong consiste de un cráneo parcial con mandíbulas; las vértebras cervicales de la séptima a la novena, las vértebras dorsales de la octava a la decimocuarta, el sacro entero, y 35 vértebras caudales; fragmentos de costillas y  cheurones; el ilion izquierdo, y partes de ambos pubis e isquiones; ambos fémures y tibias, partes del peroné, el tobillo izquierdo, y ambos pies, casi completo.
Se conocen otros dos especímenes referidos, LFGT-D0003, también un adulto, consiste de un cráneo parcial con mandíbulas; la serie de cervicales de la tercera a la décima, así como todas las dorsales y la mayor parte del sacro; fragmentos de costillas y cheurones; ambas escápulas, húmeros, cúbitos, y radios, así como parte de la mano; partes de ambos iliones, el derecho está completo y pubis, el izquierdo está completo. El fémur izquierdo, partes de ambas tibias y peronés, los derechos están completos, así como el tobillo derecho y partes del pie. LFGT-D0001, el cual es de menor tamaño y es probablemente subadulto, consiste en el axis, las cervicales tercera a la décima, todas las dorsales y el sacro, y las primeras diecinueve vértebras caudales; fragmentos de costillas y cheurones; la escápula e ilion derechos, así como partes del pubis e isquion derecho; partes de los fémures y la tibia izquierda, junto con el tobillo izquierdo.

## Clasificación
Un análisis filogenético fue publicado en 2017 junto con la descripción del género, basado en el conjunto de datos de McPhee et al., publicado en 2015 al ser descrito Pulanesaura, y se encontró que Xingxiulong era un miembro basal del grupo Sauropodiformes al remover a Blikanasaurus de la matriz de datos. Dentro de este grupo, es cercano al género contemporáneo Jingshanosaurus. Los rasgos compartidos por Xingxiulong y Jingshanosaurus incluyen la fenestra infratemporal situada enteramente por detrás de la órbita ocular; la escápula es al menos 20% tan ancha como larga, el delantal púbico, la zona inferior del pubis, tiene una cara externa cóncava; la expansión en la parte inferior del apron tiene al menos el 15% de la longitud del hueso entero; y el ángulo entre la cabeza del fémur y el eje transverso del fémur tiene 30°.
Se examinaron varias alternativas a la clasificación filogenética de Xingxiulong; de estas, la más pausible indica que sería un miembro basal de los Massopoda, por fuera tanto de los Massospondylidae o los Sauropodiformes, lo cual solo requeriría dos pasos evolutivos adicionales. Esto es probbalemente debido al margen superior curvo del hueso postorbital y la presencia de un proceso detrás de la articulación de la mandíbula en el articular, los cuales son rasgos que, en comparación con Massospondylidae o Sauropodiformes, pueden ser considerados como relativamente primitivos. Este escenario alternativo involucraría una significativa evolución en mosaico en este grado evolutivo. Las clasificaciones que requerían tres pasos evolutivos adicionales situaban a Xingxiulong entre Jingshanosaurus y Anchisaurus, o entre Yunnanosaurus y Jingshanosaurus.
Curiousamente, Xingxiulong tenía muchas características que son normalmente observadas entre los Sauropoda. Estas incluyen el sacro con cuatro vértebras (el cual también adquirió Mussaurus de forma convergente); la placa púbica larga, o sección superior del pubis, que ocupa el 40% de la longitud del hueso (esta proporción es del 25% en muchos otros sauropodomorfos basales, del 33% en muchos saurópodos, y del 45-50% en los Camarasauromorpha); y la relativa robustez del eje del fémur, los primeros metatarsos, el extremo superior del quinto metatarso, y la escápula. Estas características únicas son probablemente el producto de la evolución convergente más que demostrar un origen común.

### Filogenia

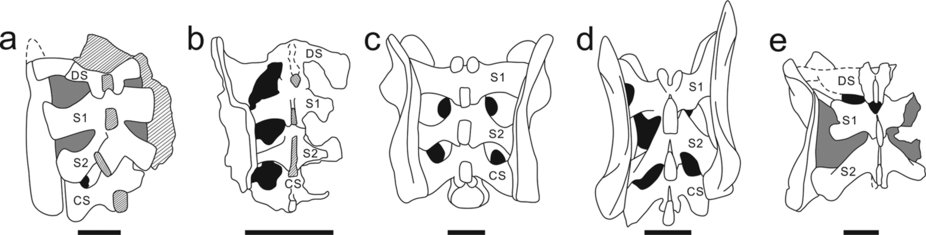
Sacro de Xingxiulong (a) comparado con Leonerasaurus (b), Plateosaurus engelhardti (c), P. trossingensis (d) y Efraasia.

La topología recuperada por el análisis de la descripción original es reproducida en el cladograma mostrado a continuación:
|  | Riojasaurus   |
|  |               |
|  | Eucnemesaurus |
|  |               |

|  | Jingshanosaurus |
|  |                 |
|  | Xingxiulong     |
|  |                 |

|  | Lessemsaurus |
|  |              |
|  | Antetonitrus |
|  |              |

|  | Leonerasaurus |
|  |               |
|  | Sauropoda     |
|  |               |

|  | Lessemsaurus |
|  |              |
|  | Antetonitrus |
|  |              |

|  | Leonerasaurus |
|  |               |
|  | Sauropoda     |
|  |               |

|  | Lessemsaurus |
|  |              |
|  | Antetonitrus |
|  |              |

|  | Leonerasaurus |
|  |               |
|  | Sauropoda     |
|  |               |

|  | Lessemsaurus |
|  |              |
|  | Antetonitrus |
|  |              |

|  | Leonerasaurus |
|  |               |
|  | Sauropoda     |
|  |               |

|  | Lessemsaurus |
|  |              |
|  | Antetonitrus |
|  |              |

|  | Leonerasaurus |
|  |               |
|  | Sauropoda     |
|  |               |

|  | Lessemsaurus |
|  |              |
|  | Antetonitrus |
|  |              |

|  | Leonerasaurus |
|  |               |
|  | Sauropoda     |
|  |               |

|  | Lessemsaurus |
|  |              |
|  | Antetonitrus |
|  |              |

|  | Leonerasaurus |
|  |               |
|  | Sauropoda     |
|  |               |

|  | Lessemsaurus |
|  |              |
|  | Antetonitrus |
|  |              |

|  | Leonerasaurus |
|  |               |
|  | Sauropoda     |
|  |               |

|  | Lessemsaurus |
|  |              |
|  | Antetonitrus |
|  |              |

|  | Leonerasaurus |
|  |               |
|  | Sauropoda     |
|  |               |

|  | Lessemsaurus |
|  |              |
|  | Antetonitrus |
|  |              |

|  | Leonerasaurus |
|  |               |
|  | Sauropoda     |
|  |               |

|  | Lessemsaurus |
|  |              |
|  | Antetonitrus |
|  |              |

|  | Leonerasaurus |
|  |               |
|  | Sauropoda     |
|  |               |

|  | Lessemsaurus |
|  |              |
|  | Antetonitrus |
|  |              |

|  | Leonerasaurus |
|  |               |
|  | Sauropoda     |
|  |               |

|  | Lessemsaurus |
|  |              |
|  | Antetonitrus |
|  |              |

|  | Leonerasaurus |
|  |               |
|  | Sauropoda     |
|  |               |

|  | Lessemsaurus |
|  |              |
|  | Antetonitrus |
|  |              |

|  | Leonerasaurus |
|  |               |
|  | Sauropoda     |
|  |               |

|  | Lessemsaurus |
|  |              |
|  | Antetonitrus |
|  |              |

|  | Leonerasaurus |
|  |               |
|  | Sauropoda     |
|  |               |

|  | Lessemsaurus |
|  |              |
|  | Antetonitrus |
|  |              |

|  | Leonerasaurus |
|  |               |
|  | Sauropoda     |
|  |               |

|  | Jingshanosaurus |
|  |                 |
|  | Xingxiulong     |
|  |                 |

|  | Lessemsaurus |
|  |              |
|  | Antetonitrus |
|  |              |

|  | Leonerasaurus |
|  |               |
|  | Sauropoda     |
|  |               |

|  | Lessemsaurus |
|  |              |
|  | Antetonitrus |
|  |              |

|  | Leonerasaurus |
|  |               |
|  | Sauropoda     |
|  |               |

|  | Lessemsaurus |
|  |              |
|  | Antetonitrus |
|  |              |

|  | Leonerasaurus |
|  |               |
|  | Sauropoda     |
|  |               |

|  | Lessemsaurus |
|  |              |
|  | Antetonitrus |
|  |              |

|  | Leonerasaurus |
|  |               |
|  | Sauropoda     |
|  |               |

|  | Lessemsaurus |
|  |              |
|  | Antetonitrus |
|  |              |

|  | Leonerasaurus |
|  |               |
|  | Sauropoda     |
|  |               |

|  | Lessemsaurus |
|  |              |
|  | Antetonitrus |
|  |              |

|  | Leonerasaurus |
|  |               |
|  | Sauropoda     |
|  |               |

|  | Lessemsaurus |
|  |              |
|  | Antetonitrus |
|  |              |

|  | Leonerasaurus |
|  |               |
|  | Sauropoda     |
|  |               |

|  | Lessemsaurus |
|  |              |
|  | Antetonitrus |
|  |              |

|  | Leonerasaurus |
|  |               |
|  | Sauropoda     |
|  |               |

|  | Lessemsaurus |
|  |              |
|  | Antetonitrus |
|  |              |

|  | Leonerasaurus |
|  |               |
|  | Sauropoda     |
|  |               |

|  | Lessemsaurus |
|  |              |
|  | Antetonitrus |
|  |              |

|  | Leonerasaurus |
|  |               |
|  | Sauropoda     |
|  |               |

|  | Lessemsaurus |
|  |              |
|  | Antetonitrus |
|  |              |

|  | Leonerasaurus |
|  |               |
|  | Sauropoda     |
|  |               |

|  | Lessemsaurus |
|  |              |
|  | Antetonitrus |
|  |              |

|  | Leonerasaurus |
|  |               |
|  | Sauropoda     |
|  |               |

|  | Lessemsaurus |
|  |              |
|  | Antetonitrus |
|  |              |

|  | Leonerasaurus |
|  |               |
|  | Sauropoda     |
|  |               |

|  | Lessemsaurus |
|  |              |
|  | Antetonitrus |
|  |              |

|  | Leonerasaurus |
|  |               |
|  | Sauropoda     |
|  |               |

|  | Lessemsaurus |
|  |              |
|  | Antetonitrus |
|  |              |

|  | Leonerasaurus |
|  |               |
|  | Sauropoda     |
|  |               |

|  | Lessemsaurus |
|  |              |
|  | Antetonitrus |
|  |              |

|  | Leonerasaurus |
|  |               |
|  | Sauropoda     |
|  |               |

|  | Jingshanosaurus |
|  |                 |
|  | Xingxiulong     |
|  |                 |

|  | Lessemsaurus |
|  |              |
|  | Antetonitrus |
|  |              |

|  | Leonerasaurus |
|  |               |
|  | Sauropoda     |
|  |               |

|  | Lessemsaurus |
|  |              |
|  | Antetonitrus |
|  |              |

|  | Leonerasaurus |
|  |               |
|  | Sauropoda     |
|  |               |

|  | Lessemsaurus |
|  |              |
|  | Antetonitrus |
|  |              |

|  | Leonerasaurus |
|  |               |
|  | Sauropoda     |
|  |               |

|  | Lessemsaurus |
|  |              |
|  | Antetonitrus |
|  |              |

|  | Leonerasaurus |
|  |               |
|  | Sauropoda     |
|  |               |

|  | Lessemsaurus |
|  |              |
|  | Antetonitrus |
|  |              |

|  | Leonerasaurus |
|  |               |
|  | Sauropoda     |
|  |               |

|  | Lessemsaurus |
|  |              |
|  | Antetonitrus |
|  |              |

|  | Leonerasaurus |
|  |               |
|  | Sauropoda     |
|  |               |

|  | Lessemsaurus |
|  |              |
|  | Antetonitrus |
|  |              |

|  | Leonerasaurus |
|  |               |
|  | Sauropoda     |
|  |               |

|  | Lessemsaurus |
|  |              |
|  | Antetonitrus |
|  |              |

|  | Leonerasaurus |
|  |               |
|  | Sauropoda     |
|  |               |

|  | Lessemsaurus |
|  |              |
|  | Antetonitrus |
|  |              |

|  | Leonerasaurus |
|  |               |
|  | Sauropoda     |
|  |               |

|  | Lessemsaurus |
|  |              |
|  | Antetonitrus |
|  |              |

|  | Leonerasaurus |
|  |               |
|  | Sauropoda     |
|  |               |

|  | Lessemsaurus |
|  |              |
|  | Antetonitrus |
|  |              |

|  | Leonerasaurus |
|  |               |
|  | Sauropoda     |
|  |               |

|  | Lessemsaurus |
|  |              |
|  | Antetonitrus |
|  |              |

|  | Leonerasaurus |
|  |               |
|  | Sauropoda     |
|  |               |

|  | Lessemsaurus |
|  |              |
|  | Antetonitrus |
|  |              |

|  | Leonerasaurus |
|  |               |
|  | Sauropoda     |
|  |               |

|  | Lessemsaurus |
|  |              |
|  | Antetonitrus |
|  |              |

|  | Leonerasaurus |
|  |               |
|  | Sauropoda     |
|  |               |

|  | Lessemsaurus |
|  |              |
|  | Antetonitrus |
|  |              |

|  | Leonerasaurus |
|  |               |
|  | Sauropoda     |
|  |               |

|  | Lessemsaurus |
|  |              |
|  | Antetonitrus |
|  |              |

|  | Leonerasaurus |
|  |               |
|  | Sauropoda     |
|  |               |

|  | Jingshanosaurus |
|  |                 |
|  | Xingxiulong     |
|  |                 |

|  | Lessemsaurus |
|  |              |
|  | Antetonitrus |
|  |              |

|  | Leonerasaurus |
|  |               |
|  | Sauropoda     |
|  |               |

|  | Lessemsaurus |
|  |              |
|  | Antetonitrus |
|  |              |

|  | Leonerasaurus |
|  |               |
|  | Sauropoda     |
|  |               |

|  | Lessemsaurus |
|  |              |
|  | Antetonitrus |
|  |              |

|  | Leonerasaurus |
|  |               |
|  | Sauropoda     |
|  |               |

|  | Lessemsaurus |
|  |              |
|  | Antetonitrus |
|  |              |

|  | Leonerasaurus |
|  |               |
|  | Sauropoda     |
|  |               |

|  | Lessemsaurus |
|  |              |
|  | Antetonitrus |
|  |              |

|  | Leonerasaurus |
|  |               |
|  | Sauropoda     |
|  |               |

|  | Lessemsaurus |
|  |              |
|  | Antetonitrus |
|  |              |

|  | Leonerasaurus |
|  |               |
|  | Sauropoda     |
|  |               |

|  | Lessemsaurus |
|  |              |
|  | Antetonitrus |
|  |              |

|  | Leonerasaurus |
|  |               |
|  | Sauropoda     |
|  |               |

|  | Lessemsaurus |
|  |              |
|  | Antetonitrus |
|  |              |

|  | Leonerasaurus |
|  |               |
|  | Sauropoda     |
|  |               |

|  | Lessemsaurus |
|  |              |
|  | Antetonitrus |
|  |              |

|  | Leonerasaurus |
|  |               |
|  | Sauropoda     |
|  |               |

|  | Lessemsaurus |
|  |              |
|  | Antetonitrus |
|  |              |

|  | Leonerasaurus |
|  |               |
|  | Sauropoda     |
|  |               |

|  | Lessemsaurus |
|  |              |
|  | Antetonitrus |
|  |              |

|  | Leonerasaurus |
|  |               |
|  | Sauropoda     |
|  |               |

|  | Lessemsaurus |
|  |              |
|  | Antetonitrus |
|  |              |

|  | Leonerasaurus |
|  |               |
|  | Sauropoda     |
|  |               |

|  | Lessemsaurus |
|  |              |
|  | Antetonitrus |
|  |              |

|  | Leonerasaurus |
|  |               |
|  | Sauropoda     |
|  |               |

|  | Lessemsaurus |
|  |              |
|  | Antetonitrus |
|  |              |

|  | Leonerasaurus |
|  |               |
|  | Sauropoda     |
|  |               |

|  | Lessemsaurus |
|  |              |
|  | Antetonitrus |
|  |              |

|  | Leonerasaurus |
|  |               |
|  | Sauropoda     |
|  |               |

|  | Lessemsaurus |
|  |              |
|  | Antetonitrus |
|  |              |

|  | Leonerasaurus |
|  |               |
|  | Sauropoda     |
|  |               |

|  | Jingshanosaurus |
|  |                 |
|  | Xingxiulong     |
|  |                 |

|  | Lessemsaurus |
|  |              |
|  | Antetonitrus |
|  |              |

|  | Leonerasaurus |
|  |               |
|  | Sauropoda     |
|  |               |

|  | Lessemsaurus |
|  |              |
|  | Antetonitrus |
|  |              |

|  | Leonerasaurus |
|  |               |
|  | Sauropoda     |
|  |               |

|  | Lessemsaurus |
|  |              |
|  | Antetonitrus |
|  |              |

|  | Leonerasaurus |
|  |               |
|  | Sauropoda     |
|  |               |

|  | Lessemsaurus |
|  |              |
|  | Antetonitrus |
|  |              |

|  | Leonerasaurus |
|  |               |
|  | Sauropoda     |
|  |               |

|  | Lessemsaurus |
|  |              |
|  | Antetonitrus |
|  |              |

|  | Leonerasaurus |
|  |               |
|  | Sauropoda     |
|  |               |

|  | Lessemsaurus |
|  |              |
|  | Antetonitrus |
|  |              |

|  | Leonerasaurus |
|  |               |
|  | Sauropoda     |
|  |               |

|  | Lessemsaurus |
|  |              |
|  | Antetonitrus |
|  |              |

|  | Leonerasaurus |
|  |               |
|  | Sauropoda     |
|  |               |

|  | Lessemsaurus |
|  |              |
|  | Antetonitrus |
|  |              |

|  | Leonerasaurus |
|  |               |
|  | Sauropoda     |
|  |               |

|  | Lessemsaurus |
|  |              |
|  | Antetonitrus |
|  |              |

|  | Leonerasaurus |
|  |               |
|  | Sauropoda     |
|  |               |

|  | Lessemsaurus |
|  |              |
|  | Antetonitrus |
|  |              |

|  | Leonerasaurus |
|  |               |
|  | Sauropoda     |
|  |               |

|  | Lessemsaurus |
|  |              |
|  | Antetonitrus |
|  |              |

|  | Leonerasaurus |
|  |               |
|  | Sauropoda     |
|  |               |

|  | Lessemsaurus |
|  |              |
|  | Antetonitrus |
|  |              |

|  | Leonerasaurus |
|  |               |
|  | Sauropoda     |
|  |               |

|  | Lessemsaurus |
|  |              |
|  | Antetonitrus |
|  |              |

|  | Leonerasaurus |
|  |               |
|  | Sauropoda     |
|  |               |

|  | Lessemsaurus |
|  |              |
|  | Antetonitrus |
|  |              |

|  | Leonerasaurus |
|  |               |
|  | Sauropoda     |
|  |               |

|  | Lessemsaurus |
|  |              |
|  | Antetonitrus |
|  |              |

|  | Leonerasaurus |
|  |               |
|  | Sauropoda     |
|  |               |

|  | Lessemsaurus |
|  |              |
|  | Antetonitrus |
|  |              |

|  | Leonerasaurus |
|  |               |
|  | Sauropoda     |
|  |               |

|  | Jingshanosaurus |
|  |                 |
|  | Xingxiulong     |
|  |                 |

|  | Lessemsaurus |
|  |              |
|  | Antetonitrus |
|  |              |

|  | Leonerasaurus |
|  |               |
|  | Sauropoda     |
|  |               |

|  | Lessemsaurus |
|  |              |
|  | Antetonitrus |
|  |              |

|  | Leonerasaurus |
|  |               |
|  | Sauropoda     |
|  |               |

|  | Lessemsaurus |
|  |              |
|  | Antetonitrus |
|  |              |

|  | Leonerasaurus |
|  |               |
|  | Sauropoda     |
|  |               |

|  | Lessemsaurus |
|  |              |
|  | Antetonitrus |
|  |              |

|  | Leonerasaurus |
|  |               |
|  | Sauropoda     |
|  |               |

|  | Lessemsaurus |
|  |              |
|  | Antetonitrus |
|  |              |

|  | Leonerasaurus |
|  |               |
|  | Sauropoda     |
|  |               |

|  | Lessemsaurus |
|  |              |
|  | Antetonitrus |
|  |              |

|  | Leonerasaurus |
|  |               |
|  | Sauropoda     |
|  |               |

|  | Lessemsaurus |
|  |              |
|  | Antetonitrus |
|  |              |

|  | Leonerasaurus |
|  |               |
|  | Sauropoda     |
|  |               |

|  | Lessemsaurus |
|  |              |
|  | Antetonitrus |
|  |              |

|  | Leonerasaurus |
|  |               |
|  | Sauropoda     |
|  |               |

|  | Lessemsaurus |
|  |              |
|  | Antetonitrus |
|  |              |

|  | Leonerasaurus |
|  |               |
|  | Sauropoda     |
|  |               |

|  | Lessemsaurus |
|  |              |
|  | Antetonitrus |
|  |              |

|  | Leonerasaurus |
|  |               |
|  | Sauropoda     |
|  |               |

|  | Lessemsaurus |
|  |              |
|  | Antetonitrus |
|  |              |

|  | Leonerasaurus |
|  |               |
|  | Sauropoda     |
|  |               |

|  | Lessemsaurus |
|  |              |
|  | Antetonitrus |
|  |              |

|  | Leonerasaurus |
|  |               |
|  | Sauropoda     |
|  |               |

|  | Lessemsaurus |
|  |              |
|  | Antetonitrus |
|  |              |

|  | Leonerasaurus |
|  |               |
|  | Sauropoda     |
|  |               |

|  | Lessemsaurus |
|  |              |
|  | Antetonitrus |
|  |              |

|  | Leonerasaurus |
|  |               |
|  | Sauropoda     |
|  |               |

|  | Lessemsaurus |
|  |              |
|  | Antetonitrus |
|  |              |

|  | Leonerasaurus |
|  |               |
|  | Sauropoda     |
|  |               |

|  | Lessemsaurus |
|  |              |
|  | Antetonitrus |
|  |              |

|  | Leonerasaurus |
|  |               |
|  | Sauropoda     |
|  |               |

|  | Jingshanosaurus |
|  |                 |
|  | Xingxiulong     |
|  |                 |

|  | Lessemsaurus |
|  |              |
|  | Antetonitrus |
|  |              |

|  | Leonerasaurus |
|  |               |
|  | Sauropoda     |
|  |               |

|  | Lessemsaurus |
|  |              |
|  | Antetonitrus |
|  |              |

|  | Leonerasaurus |
|  |               |
|  | Sauropoda     |
|  |               |

|  | Lessemsaurus |
|  |              |
|  | Antetonitrus |
|  |              |

|  | Leonerasaurus |
|  |               |
|  | Sauropoda     |
|  |               |

|  | Lessemsaurus |
|  |              |
|  | Antetonitrus |
|  |              |

|  | Leonerasaurus |
|  |               |
|  | Sauropoda     |
|  |               |

|  | Lessemsaurus |
|  |              |
|  | Antetonitrus |
|  |              |

|  | Leonerasaurus |
|  |               |
|  | Sauropoda     |
|  |               |

|  | Lessemsaurus |
|  |              |
|  | Antetonitrus |
|  |              |

|  | Leonerasaurus |
|  |               |
|  | Sauropoda     |
|  |               |

|  | Lessemsaurus |
|  |              |
|  | Antetonitrus |
|  |              |

|  | Leonerasaurus |
|  |               |
|  | Sauropoda     |
|  |               |

|  | Lessemsaurus |
|  |              |
|  | Antetonitrus |
|  |              |

|  | Leonerasaurus |
|  |               |
|  | Sauropoda     |
|  |               |

|  | Lessemsaurus |
|  |              |
|  | Antetonitrus |
|  |              |

|  | Leonerasaurus |
|  |               |
|  | Sauropoda     |
|  |               |

|  | Lessemsaurus |
|  |              |
|  | Antetonitrus |
|  |              |

|  | Leonerasaurus |
|  |               |
|  | Sauropoda     |
|  |               |

|  | Lessemsaurus |
|  |              |
|  | Antetonitrus |
|  |              |

|  | Leonerasaurus |
|  |               |
|  | Sauropoda     |
|  |               |

|  | Lessemsaurus |
|  |              |
|  | Antetonitrus |
|  |              |

|  | Leonerasaurus |
|  |               |
|  | Sauropoda     |
|  |               |

|  | Lessemsaurus |
|  |              |
|  | Antetonitrus |
|  |              |

|  | Leonerasaurus |
|  |               |
|  | Sauropoda     |
|  |               |

|  | Lessemsaurus |
|  |              |
|  | Antetonitrus |
|  |              |

|  | Leonerasaurus |
|  |               |
|  | Sauropoda     |
|  |               |

|  | Lessemsaurus |
|  |              |
|  | Antetonitrus |
|  |              |

|  | Leonerasaurus |
|  |               |
|  | Sauropoda     |
|  |               |

|  | Lessemsaurus |
|  |              |
|  | Antetonitrus |
|  |              |

|  | Leonerasaurus |
|  |               |
|  | Sauropoda     |
|  |               |

|  | Jingshanosaurus |
|  |                 |
|  | Xingxiulong     |
|  |                 |

|  | Lessemsaurus |
|  |              |
|  | Antetonitrus |
|  |              |

|  | Leonerasaurus |
|  |               |
|  | Sauropoda     |
|  |               |

|  | Lessemsaurus |
|  |              |
|  | Antetonitrus |
|  |              |

|  | Leonerasaurus |
|  |               |
|  | Sauropoda     |
|  |               |

|  | Lessemsaurus |
|  |              |
|  | Antetonitrus |
|  |              |

|  | Leonerasaurus |
|  |               |
|  | Sauropoda     |
|  |               |

|  | Lessemsaurus |
|  |              |
|  | Antetonitrus |
|  |              |

|  | Leonerasaurus |
|  |               |
|  | Sauropoda     |
|  |               |

|  | Lessemsaurus |
|  |              |
|  | Antetonitrus |
|  |              |

|  | Leonerasaurus |
|  |               |
|  | Sauropoda     |
|  |               |

|  | Lessemsaurus |
|  |              |
|  | Antetonitrus |
|  |              |

|  | Leonerasaurus |
|  |               |
|  | Sauropoda     |
|  |               |

|  | Lessemsaurus |
|  |              |
|  | Antetonitrus |
|  |              |

|  | Leonerasaurus |
|  |               |
|  | Sauropoda     |
|  |               |

|  | Lessemsaurus |
|  |              |
|  | Antetonitrus |
|  |              |

|  | Leonerasaurus |
|  |               |
|  | Sauropoda     |
|  |               |

|  | Lessemsaurus |
|  |              |
|  | Antetonitrus |
|  |              |

|  | Leonerasaurus |
|  |               |
|  | Sauropoda     |
|  |               |

|  | Lessemsaurus |
|  |              |
|  | Antetonitrus |
|  |              |

|  | Leonerasaurus |
|  |               |
|  | Sauropoda     |
|  |               |

|  | Lessemsaurus |
|  |              |
|  | Antetonitrus |
|  |              |

|  | Leonerasaurus |
|  |               |
|  | Sauropoda     |
|  |               |

|  | Lessemsaurus |
|  |              |
|  | Antetonitrus |
|  |              |

|  | Leonerasaurus |
|  |               |
|  | Sauropoda     |
|  |               |

|  | Lessemsaurus |
|  |              |
|  | Antetonitrus |
|  |              |

|  | Leonerasaurus |
|  |               |
|  | Sauropoda     |
|  |               |

|  | Lessemsaurus |
|  |              |
|  | Antetonitrus |
|  |              |

|  | Leonerasaurus |
|  |               |
|  | Sauropoda     |
|  |               |

|  | Lessemsaurus |
|  |              |
|  | Antetonitrus |
|  |              |

|  | Leonerasaurus |
|  |               |
|  | Sauropoda     |
|  |               |

|  | Lessemsaurus |
|  |              |
|  | Antetonitrus |
|  |              |

|  | Leonerasaurus |
|  |               |
|  | Sauropoda     |
|  |               |

|  | Riojasaurus   |
|  |               |
|  | Eucnemesaurus |
|  |               |

|  | Jingshanosaurus |
|  |                 |
|  | Xingxiulong     |
|  |                 |

|  | Lessemsaurus |
|  |              |
|  | Antetonitrus |
|  |              |

|  | Leonerasaurus |
|  |               |
|  | Sauropoda     |
|  |               |

|  | Lessemsaurus |
|  |              |
|  | Antetonitrus |
|  |              |

|  | Leonerasaurus |
|  |               |
|  | Sauropoda     |
|  |               |

|  | Lessemsaurus |
|  |              |
|  | Antetonitrus |
|  |              |

|  | Leonerasaurus |
|  |               |
|  | Sauropoda     |
|  |               |

|  | Lessemsaurus |
|  |              |
|  | Antetonitrus |
|  |              |

|  | Leonerasaurus |
|  |               |
|  | Sauropoda     |
|  |               |

|  | Lessemsaurus |
|  |              |
|  | Antetonitrus |
|  |              |

|  | Leonerasaurus |
|  |               |
|  | Sauropoda     |
|  |               |

|  | Lessemsaurus |
|  |              |
|  | Antetonitrus |
|  |              |

|  | Leonerasaurus |
|  |               |
|  | Sauropoda     |
|  |               |

|  | Lessemsaurus |
|  |              |
|  | Antetonitrus |
|  |              |

|  | Leonerasaurus |
|  |               |
|  | Sauropoda     |
|  |               |

|  | Lessemsaurus |
|  |              |
|  | Antetonitrus |
|  |              |

|  | Leonerasaurus |
|  |               |
|  | Sauropoda     |
|  |               |

|  | Lessemsaurus |
|  |              |
|  | Antetonitrus |
|  |              |

|  | Leonerasaurus |
|  |               |
|  | Sauropoda     |
|  |               |

|  | Lessemsaurus |
|  |              |
|  | Antetonitrus |
|  |              |

|  | Leonerasaurus |
|  |               |
|  | Sauropoda     |
|  |               |

|  | Lessemsaurus |
|  |              |
|  | Antetonitrus |
|  |              |

|  | Leonerasaurus |
|  |               |
|  | Sauropoda     |
|  |               |

|  | Lessemsaurus |
|  |              |
|  | Antetonitrus |
|  |              |

|  | Leonerasaurus |
|  |               |
|  | Sauropoda     |
|  |               |

|  | Lessemsaurus |
|  |              |
|  | Antetonitrus |
|  |              |

|  | Leonerasaurus |
|  |               |
|  | Sauropoda     |
|  |               |

|  | Lessemsaurus |
|  |              |
|  | Antetonitrus |
|  |              |

|  | Leonerasaurus |
|  |               |
|  | Sauropoda     |
|  |               |

|  | Lessemsaurus |
|  |              |
|  | Antetonitrus |
|  |              |

|  | Leonerasaurus |
|  |               |
|  | Sauropoda     |
|  |               |

|  | Lessemsaurus |
|  |              |
|  | Antetonitrus |
|  |              |

|  | Leonerasaurus |
|  |               |
|  | Sauropoda     |
|  |               |

|  | Jingshanosaurus |
|  |                 |
|  | Xingxiulong     |
|  |                 |

|  | Lessemsaurus |
|  |              |
|  | Antetonitrus |
|  |              |

|  | Leonerasaurus |
|  |               |
|  | Sauropoda     |
|  |               |

|  | Lessemsaurus |
|  |              |
|  | Antetonitrus |
|  |              |

|  | Leonerasaurus |
|  |               |
|  | Sauropoda     |
|  |               |

|  | Lessemsaurus |
|  |              |
|  | Antetonitrus |
|  |              |

|  | Leonerasaurus |
|  |               |
|  | Sauropoda     |
|  |               |

|  | Lessemsaurus |
|  |              |
|  | Antetonitrus |
|  |              |

|  | Leonerasaurus |
|  |               |
|  | Sauropoda     |
|  |               |

|  | Lessemsaurus |
|  |              |
|  | Antetonitrus |
|  |              |

|  | Leonerasaurus |
|  |               |
|  | Sauropoda     |
|  |               |

|  | Lessemsaurus |
|  |              |
|  | Antetonitrus |
|  |              |

|  | Leonerasaurus |
|  |               |
|  | Sauropoda     |
|  |               |

|  | Lessemsaurus |
|  |              |
|  | Antetonitrus |
|  |              |

|  | Leonerasaurus |
|  |               |
|  | Sauropoda     |
|  |               |

|  | Lessemsaurus |
|  |              |
|  | Antetonitrus |
|  |              |

|  | Leonerasaurus |
|  |               |
|  | Sauropoda     |
|  |               |

|  | Lessemsaurus |
|  |              |
|  | Antetonitrus |
|  |              |

|  | Leonerasaurus |
|  |               |
|  | Sauropoda     |
|  |               |

|  | Lessemsaurus |
|  |              |
|  | Antetonitrus |
|  |              |

|  | Leonerasaurus |
|  |               |
|  | Sauropoda     |
|  |               |

|  | Lessemsaurus |
|  |              |
|  | Antetonitrus |
|  |              |

|  | Leonerasaurus |
|  |               |
|  | Sauropoda     |
|  |               |

|  | Lessemsaurus |
|  |              |
|  | Antetonitrus |
|  |              |

|  | Leonerasaurus |
|  |               |
|  | Sauropoda     |
|  |               |

|  | Lessemsaurus |
|  |              |
|  | Antetonitrus |
|  |              |

|  | Leonerasaurus |
|  |               |
|  | Sauropoda     |
|  |               |

|  | Lessemsaurus |
|  |              |
|  | Antetonitrus |
|  |              |

|  | Leonerasaurus |
|  |               |
|  | Sauropoda     |
|  |               |

|  | Lessemsaurus |
|  |              |
|  | Antetonitrus |
|  |              |

|  | Leonerasaurus |
|  |               |
|  | Sauropoda     |
|  |               |

|  | Lessemsaurus |
|  |              |
|  | Antetonitrus |
|  |              |

|  | Leonerasaurus |
|  |               |
|  | Sauropoda     |
|  |               |

|  | Jingshanosaurus |
|  |                 |
|  | Xingxiulong     |
|  |                 |

|  | Lessemsaurus |
|  |              |
|  | Antetonitrus |
|  |              |

|  | Leonerasaurus |
|  |               |
|  | Sauropoda     |
|  |               |

|  | Lessemsaurus |
|  |              |
|  | Antetonitrus |
|  |              |

|  | Leonerasaurus |
|  |               |
|  | Sauropoda     |
|  |               |

|  | Lessemsaurus |
|  |              |
|  | Antetonitrus |
|  |              |

|  | Leonerasaurus |
|  |               |
|  | Sauropoda     |
|  |               |

|  | Lessemsaurus |
|  |              |
|  | Antetonitrus |
|  |              |

|  | Leonerasaurus |
|  |               |
|  | Sauropoda     |
|  |               |

|  | Lessemsaurus |
|  |              |
|  | Antetonitrus |
|  |              |

|  | Leonerasaurus |
|  |               |
|  | Sauropoda     |
|  |               |

|  | Lessemsaurus |
|  |              |
|  | Antetonitrus |
|  |              |

|  | Leonerasaurus |
|  |               |
|  | Sauropoda     |
|  |               |

|  | Lessemsaurus |
|  |              |
|  | Antetonitrus |
|  |              |

|  | Leonerasaurus |
|  |               |
|  | Sauropoda     |
|  |               |

|  | Lessemsaurus |
|  |              |
|  | Antetonitrus |
|  |              |

|  | Leonerasaurus |
|  |               |
|  | Sauropoda     |
|  |               |

|  | Lessemsaurus |
|  |              |
|  | Antetonitrus |
|  |              |

|  | Leonerasaurus |
|  |               |
|  | Sauropoda     |
|  |               |

|  | Lessemsaurus |
|  |              |
|  | Antetonitrus |
|  |              |

|  | Leonerasaurus |
|  |               |
|  | Sauropoda     |
|  |               |

|  | Lessemsaurus |
|  |              |
|  | Antetonitrus |
|  |              |

|  | Leonerasaurus |
|  |               |
|  | Sauropoda     |
|  |               |

|  | Lessemsaurus |
|  |              |
|  | Antetonitrus |
|  |              |

|  | Leonerasaurus |
|  |               |
|  | Sauropoda     |
|  |               |

|  | Lessemsaurus |
|  |              |
|  | Antetonitrus |
|  |              |

|  | Leonerasaurus |
|  |               |
|  | Sauropoda     |
|  |               |

|  | Lessemsaurus |
|  |              |
|  | Antetonitrus |
|  |              |

|  | Leonerasaurus |
|  |               |
|  | Sauropoda     |
|  |               |

|  | Lessemsaurus |
|  |              |
|  | Antetonitrus |
|  |              |

|  | Leonerasaurus |
|  |               |
|  | Sauropoda     |
|  |               |

|  | Lessemsaurus |
|  |              |
|  | Antetonitrus |
|  |              |

|  | Leonerasaurus |
|  |               |
|  | Sauropoda     |
|  |               |

|  | Jingshanosaurus |
|  |                 |
|  | Xingxiulong     |
|  |                 |

|  | Lessemsaurus |
|  |              |
|  | Antetonitrus |
|  |              |

|  | Leonerasaurus |
|  |               |
|  | Sauropoda     |
|  |               |

|  | Lessemsaurus |
|  |              |
|  | Antetonitrus |
|  |              |

|  | Leonerasaurus |
|  |               |
|  | Sauropoda     |
|  |               |

|  | Lessemsaurus |
|  |              |
|  | Antetonitrus |
|  |              |

|  | Leonerasaurus |
|  |               |
|  | Sauropoda     |
|  |               |

|  | Lessemsaurus |
|  |              |
|  | Antetonitrus |
|  |              |

|  | Leonerasaurus |
|  |               |
|  | Sauropoda     |
|  |               |

|  | Lessemsaurus |
|  |              |
|  | Antetonitrus |
|  |              |

|  | Leonerasaurus |
|  |               |
|  | Sauropoda     |
|  |               |

|  | Lessemsaurus |
|  |              |
|  | Antetonitrus |
|  |              |

|  | Leonerasaurus |
|  |               |
|  | Sauropoda     |
|  |               |

|  | Lessemsaurus |
|  |              |
|  | Antetonitrus |
|  |              |

|  | Leonerasaurus |
|  |               |
|  | Sauropoda     |
|  |               |

|  | Lessemsaurus |
|  |              |
|  | Antetonitrus |
|  |              |

|  | Leonerasaurus |
|  |               |
|  | Sauropoda     |
|  |               |

|  | Lessemsaurus |
|  |              |
|  | Antetonitrus |
|  |              |

|  | Leonerasaurus |
|  |               |
|  | Sauropoda     |
|  |               |

|  | Lessemsaurus |
|  |              |
|  | Antetonitrus |
|  |              |

|  | Leonerasaurus |
|  |               |
|  | Sauropoda     |
|  |               |

|  | Lessemsaurus |
|  |              |
|  | Antetonitrus |
|  |              |

|  | Leonerasaurus |
|  |               |
|  | Sauropoda     |
|  |               |

|  | Lessemsaurus |
|  |              |
|  | Antetonitrus |
|  |              |

|  | Leonerasaurus |
|  |               |
|  | Sauropoda     |
|  |               |

|  | Lessemsaurus |
|  |              |
|  | Antetonitrus |
|  |              |

|  | Leonerasaurus |
|  |               |
|  | Sauropoda     |
|  |               |

|  | Lessemsaurus |
|  |              |
|  | Antetonitrus |
|  |              |

|  | Leonerasaurus |
|  |               |
|  | Sauropoda     |
|  |               |

|  | Lessemsaurus |
|  |              |
|  | Antetonitrus |
|  |              |

|  | Leonerasaurus |
|  |               |
|  | Sauropoda     |
|  |               |

|  | Lessemsaurus |
|  |              |
|  | Antetonitrus |
|  |              |

|  | Leonerasaurus |
|  |               |
|  | Sauropoda     |
|  |               |

|  | Jingshanosaurus |
|  |                 |
|  | Xingxiulong     |
|  |                 |

|  | Lessemsaurus |
|  |              |
|  | Antetonitrus |
|  |              |

|  | Leonerasaurus |
|  |               |
|  | Sauropoda     |
|  |               |

|  | Lessemsaurus |
|  |              |
|  | Antetonitrus |
|  |              |

|  | Leonerasaurus |
|  |               |
|  | Sauropoda     |
|  |               |

|  | Lessemsaurus |
|  |              |
|  | Antetonitrus |
|  |              |

|  | Leonerasaurus |
|  |               |
|  | Sauropoda     |
|  |               |

|  | Lessemsaurus |
|  |              |
|  | Antetonitrus |
|  |              |

|  | Leonerasaurus |
|  |               |
|  | Sauropoda     |
|  |               |

|  | Lessemsaurus |
|  |              |
|  | Antetonitrus |
|  |              |

|  | Leonerasaurus |
|  |               |
|  | Sauropoda     |
|  |               |

|  | Lessemsaurus |
|  |              |
|  | Antetonitrus |
|  |              |

|  | Leonerasaurus |
|  |               |
|  | Sauropoda     |
|  |               |

|  | Lessemsaurus |
|  |              |
|  | Antetonitrus |
|  |              |

|  | Leonerasaurus |
|  |               |
|  | Sauropoda     |
|  |               |

|  | Lessemsaurus |
|  |              |
|  | Antetonitrus |
|  |              |

|  | Leonerasaurus |
|  |               |
|  | Sauropoda     |
|  |               |

|  | Lessemsaurus |
|  |              |
|  | Antetonitrus |
|  |              |

|  | Leonerasaurus |
|  |               |
|  | Sauropoda     |
|  |               |

|  | Lessemsaurus |
|  |              |
|  | Antetonitrus |
|  |              |

|  | Leonerasaurus |
|  |               |
|  | Sauropoda     |
|  |               |

|  | Lessemsaurus |
|  |              |
|  | Antetonitrus |
|  |              |

|  | Leonerasaurus |
|  |               |
|  | Sauropoda     |
|  |               |

|  | Lessemsaurus |
|  |              |
|  | Antetonitrus |
|  |              |

|  | Leonerasaurus |
|  |               |
|  | Sauropoda     |
|  |               |

|  | Lessemsaurus |
|  |              |
|  | Antetonitrus |
|  |              |

|  | Leonerasaurus |
|  |               |
|  | Sauropoda     |
|  |               |

|  | Lessemsaurus |
|  |              |
|  | Antetonitrus |
|  |              |

|  | Leonerasaurus |
|  |               |
|  | Sauropoda     |
|  |               |

|  | Lessemsaurus |
|  |              |
|  | Antetonitrus |
|  |              |

|  | Leonerasaurus |
|  |               |
|  | Sauropoda     |
|  |               |

|  | Lessemsaurus |
|  |              |
|  | Antetonitrus |
|  |              |

|  | Leonerasaurus |
|  |               |
|  | Sauropoda     |
|  |               |

|  | Jingshanosaurus |
|  |                 |
|  | Xingxiulong     |
|  |                 |

|  | Lessemsaurus |
|  |              |
|  | Antetonitrus |
|  |              |

|  | Leonerasaurus |
|  |               |
|  | Sauropoda     |
|  |               |

|  | Lessemsaurus |
|  |              |
|  | Antetonitrus |
|  |              |

|  | Leonerasaurus |
|  |               |
|  | Sauropoda     |
|  |               |

|  | Lessemsaurus |
|  |              |
|  | Antetonitrus |
|  |              |

|  | Leonerasaurus |
|  |               |
|  | Sauropoda     |
|  |               |

|  | Lessemsaurus |
|  |              |
|  | Antetonitrus |
|  |              |

|  | Leonerasaurus |
|  |               |
|  | Sauropoda     |
|  |               |

|  | Lessemsaurus |
|  |              |
|  | Antetonitrus |
|  |              |

|  | Leonerasaurus |
|  |               |
|  | Sauropoda     |
|  |               |

|  | Lessemsaurus |
|  |              |
|  | Antetonitrus |
|  |              |

|  | Leonerasaurus |
|  |               |
|  | Sauropoda     |
|  |               |

|  | Lessemsaurus |
|  |              |
|  | Antetonitrus |
|  |              |

|  | Leonerasaurus |
|  |               |
|  | Sauropoda     |
|  |               |

|  | Lessemsaurus |
|  |              |
|  | Antetonitrus |
|  |              |

|  | Leonerasaurus |
|  |               |
|  | Sauropoda     |
|  |               |

|  | Lessemsaurus |
|  |              |
|  | Antetonitrus |
|  |              |

|  | Leonerasaurus |
|  |               |
|  | Sauropoda     |
|  |               |

|  | Lessemsaurus |
|  |              |
|  | Antetonitrus |
|  |              |

|  | Leonerasaurus |
|  |               |
|  | Sauropoda     |
|  |               |

|  | Lessemsaurus |
|  |              |
|  | Antetonitrus |
|  |              |

|  | Leonerasaurus |
|  |               |
|  | Sauropoda     |
|  |               |

|  | Lessemsaurus |
|  |              |
|  | Antetonitrus |
|  |              |

|  | Leonerasaurus |
|  |               |
|  | Sauropoda     |
|  |               |

|  | Lessemsaurus |
|  |              |
|  | Antetonitrus |
|  |              |

|  | Leonerasaurus |
|  |               |
|  | Sauropoda     |
|  |               |

|  | Lessemsaurus |
|  |              |
|  | Antetonitrus |
|  |              |

|  | Leonerasaurus |
|  |               |
|  | Sauropoda     |
|  |               |

|  | Lessemsaurus |
|  |              |
|  | Antetonitrus |
|  |              |

|  | Leonerasaurus |
|  |               |
|  | Sauropoda     |
|  |               |

|  | Lessemsaurus |
|  |              |
|  | Antetonitrus |
|  |              |

|  | Leonerasaurus |
|  |               |
|  | Sauropoda     |
|  |               |

|  | Jingshanosaurus |
|  |                 |
|  | Xingxiulong     |
|  |                 |

|  | Lessemsaurus |
|  |              |
|  | Antetonitrus |
|  |              |

|  | Leonerasaurus |
|  |               |
|  | Sauropoda     |
|  |               |

|  | Lessemsaurus |
|  |              |
|  | Antetonitrus |
|  |              |

|  | Leonerasaurus |
|  |               |
|  | Sauropoda     |
|  |               |

|  | Lessemsaurus |
|  |              |
|  | Antetonitrus |
|  |              |

|  | Leonerasaurus |
|  |               |
|  | Sauropoda     |
|  |               |

|  | Lessemsaurus |
|  |              |
|  | Antetonitrus |
|  |              |

|  | Leonerasaurus |
|  |               |
|  | Sauropoda     |
|  |               |

|  | Lessemsaurus |
|  |              |
|  | Antetonitrus |
|  |              |

|  | Leonerasaurus |
|  |               |
|  | Sauropoda     |
|  |               |

|  | Lessemsaurus |
|  |              |
|  | Antetonitrus |
|  |              |

|  | Leonerasaurus |
|  |               |
|  | Sauropoda     |
|  |               |

|  | Lessemsaurus |
|  |              |
|  | Antetonitrus |
|  |              |

|  | Leonerasaurus |
|  |               |
|  | Sauropoda     |
|  |               |

|  | Lessemsaurus |
|  |              |
|  | Antetonitrus |
|  |              |

|  | Leonerasaurus |
|  |               |
|  | Sauropoda     |
|  |               |

|  | Lessemsaurus |
|  |              |
|  | Antetonitrus |
|  |              |

|  | Leonerasaurus |
|  |               |
|  | Sauropoda     |
|  |               |

|  | Lessemsaurus |
|  |              |
|  | Antetonitrus |
|  |              |

|  | Leonerasaurus |
|  |               |
|  | Sauropoda     |
|  |               |

|  | Lessemsaurus |
|  |              |
|  | Antetonitrus |
|  |              |

|  | Leonerasaurus |
|  |               |
|  | Sauropoda     |
|  |               |

|  | Lessemsaurus |
|  |              |
|  | Antetonitrus |
|  |              |

|  | Leonerasaurus |
|  |               |
|  | Sauropoda     |
|  |               |

|  | Lessemsaurus |
|  |              |
|  | Antetonitrus |
|  |              |

|  | Leonerasaurus |
|  |               |
|  | Sauropoda     |
|  |               |

|  | Lessemsaurus |
|  |              |
|  | Antetonitrus |
|  |              |

|  | Leonerasaurus |
|  |               |
|  | Sauropoda     |
|  |               |

|  | Lessemsaurus |
|  |              |
|  | Antetonitrus |
|  |              |

|  | Leonerasaurus |
|  |               |
|  | Sauropoda     |
|  |               |

|  | Lessemsaurus |
|  |              |
|  | Antetonitrus |
|  |              |

|  | Leonerasaurus |
|  |               |
|  | Sauropoda     |
|  |               |

|  | Jingshanosaurus |
|  |                 |
|  | Xingxiulong     |
|  |                 |

|  | Lessemsaurus |
|  |              |
|  | Antetonitrus |
|  |              |

|  | Leonerasaurus |
|  |               |
|  | Sauropoda     |
|  |               |

|  | Lessemsaurus |
|  |              |
|  | Antetonitrus |
|  |              |

|  | Leonerasaurus |
|  |               |
|  | Sauropoda     |
|  |               |

|  | Lessemsaurus |
|  |              |
|  | Antetonitrus |
|  |              |

|  | Leonerasaurus |
|  |               |
|  | Sauropoda     |
|  |               |

|  | Lessemsaurus |
|  |              |
|  | Antetonitrus |
|  |              |

|  | Leonerasaurus |
|  |               |
|  | Sauropoda     |
|  |               |

|  | Lessemsaurus |
|  |              |
|  | Antetonitrus |
|  |              |

|  | Leonerasaurus |
|  |               |
|  | Sauropoda     |
|  |               |

|  | Lessemsaurus |
|  |              |
|  | Antetonitrus |
|  |              |

|  | Leonerasaurus |
|  |               |
|  | Sauropoda     |
|  |               |

|  | Lessemsaurus |
|  |              |
|  | Antetonitrus |
|  |              |

|  | Leonerasaurus |
|  |               |
|  | Sauropoda     |
|  |               |

|  | Lessemsaurus |
|  |              |
|  | Antetonitrus |
|  |              |

|  | Leonerasaurus |
|  |               |
|  | Sauropoda     |
|  |               |

|  | Lessemsaurus |
|  |              |
|  | Antetonitrus |
|  |              |

|  | Leonerasaurus |
|  |               |
|  | Sauropoda     |
|  |               |

|  | Lessemsaurus |
|  |              |
|  | Antetonitrus |
|  |              |

|  | Leonerasaurus |
|  |               |
|  | Sauropoda     |
|  |               |

|  | Lessemsaurus |
|  |              |
|  | Antetonitrus |
|  |              |

|  | Leonerasaurus |
|  |               |
|  | Sauropoda     |
|  |               |

|  | Lessemsaurus |
|  |              |
|  | Antetonitrus |
|  |              |

|  | Leonerasaurus |
|  |               |
|  | Sauropoda     |
|  |               |

|  | Lessemsaurus |
|  |              |
|  | Antetonitrus |
|  |              |

|  | Leonerasaurus |
|  |               |
|  | Sauropoda     |
|  |               |

|  | Lessemsaurus |
|  |              |
|  | Antetonitrus |
|  |              |

|  | Leonerasaurus |
|  |               |
|  | Sauropoda     |
|  |               |

|  | Lessemsaurus |
|  |              |
|  | Antetonitrus |
|  |              |

|  | Leonerasaurus |
|  |               |
|  | Sauropoda     |
|  |               |

|  | Lessemsaurus |
|  |              |
|  | Antetonitrus |
|  |              |

|  | Leonerasaurus |
|  |               |
|  | Sauropoda     |
|  |               |

## Paleobiología
La robustez general del esqueleto de Xingxiulong, especialmente en la cadera, fémur y pies, son convergentes con los saurópodos, y en conjunto sugieren que tenía un sistema digestivo relativamente grande y una gran masa corporal. Sin embargo, a diferencia de los saurópodos Xingxiulong debe haber sido bípedo; carece de las adaptaciones de los saurópodos a la postura cuadrúpeda incluyendo miembros delanteros relativamente largos, que el cúbito lleve un proceso prominente en la zona frontal de su costado, y que el fémur tenga un eje relativamente recto. Por el contrario, su cúbito y fémur recuerdan más en general a los típicos sauropodomorfos basales. Las grandes y robustas escápulas de Xingxiulong, Jingshanosaurus y Yunnanosaurus pueden haber incrementado la movilidad del brazo al alimentarse ramoneando en postura bípeda, pero esta característica fue más tarde adoptada por los saurópodos para la postura cuadrúpeda.

## Paleoecología
La Formación Lufeng contiene lodolitas y limolitas de depósitos de lagos, ríos y crecidas. Se conocen a varios sauropodomorfos de esta formación aparte de Xingxiulong, incluyendo a Lufengosaurus huenei, L. magnus, Yunnanosaurus huangi, Y. robustus, "Gyposaurus" sinensis, Jingshanosaurus xinwaensis, Chuxiongosaurus lufengensis, Xixiposaurus suni, Yizhousaurus sunae, y Pachysuchus imperfectus. También estaban presentes los terópodos Sinosaurus triassicus, Lukousaurus yini, Shidaisaurus jinae, y Eshanosaurus deguchiianus; los ornitisquios Tatisaurus oehleri y Bienosaurus lufengensis; los crocodilomorfos Dibothrosuchus elaphros, Platyognathus hsui, Microchampsa scutata, y Dianosuchus changchiawaensis, yDianchungosaurus lufengensis; el arcosaurio indeterminado Strigosuchus licinus; los esfenodontes Clevosaurus petilus, C. wangi y C. mcgilli; los cinodontes tritilodóntidos Bienotherium yunnanense, B. minor, B. magnum, Lufengia deltcata, Yunnanodon brevirostre y Dianzhongia longirostrata; los mamíferos Sinoconodon rigneyi, Morganucodon oehleri, M. heikoupengensis y Kunminia minima; tortugas proganoquélidas; y un anfibio "laberintodonte".